# Psaltria exilis
Psaltria exilis là một loài chim trong chi đơn loài Psaltria, họ Aegithalidae.